# 齒孔
郵票的齿孔是指郵票周圍的鋸齒狀孔洞，是在個別郵票尚未分離前，於郵票之間的空隙上打上的洞。早期的郵票並沒有這樣的設計，因此分割較不方便，到了1848年，愛爾蘭人亨利·亚策尔（Henry Archer）發明了打孔機，1854年的時候，英國發行最早的有孔郵票。